# Дяківська волость
Дяківська волость — історична адміністративно-територіальна одиниця Міуського, потім Таганрізького округу Області Війська Донського з центром у слободі Дякова.
Станом на 1873 рік складалася зі слободи та 9 селищ. Населення — 4750 осіб (1879 чоловічої статі та 1871 — жіночої), 718 дворових господарства й 11 окремих будинків.
Поселення волості:
- Дякова — слобода над річками Нагольна й Юськіна за 140 верст від окружної станиці та за 46 верст від Успенської залізничної станції, 1955 осіб, 297 дворових господарств й 4 окремих будинки, у господарствах налічувалось 72 плуги, 295 коней, 288 пар волів, 1958 овець;
- Леонове — селище над річкою Юськіна за 145 верст від окружної станиці та за 46 верст від Успенської залізничної станції, 1208 осіб, 190 дворових господарства й 1 окремий будинок;
- Василівський — селище над річкою Юськіна за 145 верст від окружної станиці та за 53 версти від Успенської залізничної станції, 165 осіб, 28 дворових господарств й 3 окремих будинки;
- Єгорове — селище над річкою Юськіна за 143 верст від окружної станиці та за 49 верст від Успенської залізничної станції, 187 осіб, 28 дворових господарств;
- Каменно-Тузлівське — селище над річкою Тузлів за 138 верст від окружної станиці та за 39 верст від Успенської залізничної станції, 170 осіб, 24 дворових господарства й 1 окремий будинок;
- Аннінсько-Янове — селище над річкою Тузлів за 140 верст від окружної станиці та за 44 версти від Успенської залізничної станції, 159 осіб, 24 дворових господарств;
- Ново-Тузлівське — селище над річкою Тузлів за 142 версти від окружної станиці та за 41 версту від Успенської залізничної станції, 132 особи, 20 дворових господарств;
- Купріянів-Тузлівське — селище над річкою Тузлів за 142 версти від окружної станиці та за 41 версту від Успенської залізничної станції, 33 особи, 6 дворових господарств;
- Кумшацьке-Буртівське — селище над річкою Тузлів за 138 верст від окружної станиці та за 39 верст від Успенської залізничної станції, 198 осіб, 29 дворових господарств;
- Оріхове — селище над річкою Оріхова за 140 верст від окружної станиці та за 55 верст від Успенської залізничної станції, 529 осіб, 72 дворових господарства й 2 окремих будинки.

Старшинами волості були:
- 1905 року — Федір Петров[2];
- 1907 року — Євдоким Федорович Литвинов[3].
- 1912 року — А. В. Раєвський[4].